# Kelebeğin Rüyası
Kelebeğin Rüyası é um filme de drama turco de 2013 dirigido e escrito por Yılmaz Erdoğan. Foi selecionado como representante da Turquia à edição do Oscar 2014, organizada pela Academia de Artes e Ciências Cinematográficas.

## Elenco
- Kıvanç Tatlıtuğ - Muzaffer Tayyip Uslu
- Belçim Bilgin - Suzan Özsoy
- Mert Fırat - Rüştü Onur